# Zach Andrews
Zachary Leon Andrews, detto Zach (Oakland, 9 marzo 1985), è un ex cestista e stuntman statunitense.
Ha recitato come stuntman di LeBron James nel film Space Jam 2.